# Loewia piligena
Loewia piligena är en tvåvingeart som beskrevs av Louis-Paul Mesnil 1973. Loewia piligena ingår i släktet Loewia och familjen parasitflugor.
Artens utbredningsområde är Österrike. Inga underarter finns listade i Catalogue of Life.